# Assonans
Assonans betecknar olika former av ofullständiga slut- eller inrim. Den kan delas in i följande kategorier:
- rent vokalisk
- rent konsonantisk, även kallat halvassonans
- vokaliskt konsonantisk, även kallat helassonans

Assonans får ofta också betyda inrim generellt sett.

## Etymologi
Assonans betyder "ljuda med" eller "samklang"; jämför med dissonans. 

## Vokalisk assonans
Särskilt i romansk verskonst så betecknar assonans vokalrim, det vill säga att två betonade stavelser har samma vokalljud. Assonansen kan gälla en eller flera vokaler:
- dårar och dåligt, stol och blod, till och strid (manligt rim)
- dårar och sågat (kvinnligt rim)

Denna form av assonans är vanlig i flera länders folkdiktning som nödhjälp i stället för fullständigt slutrim. Exempelvis förekommer ofta assonans i de svenska folkvisorna, både äldre såväl som yngre. Assonans på denna form är särskilt viktig i medeltida fransk, spansk och keltisk diktning. I spansk diktning är den vanlig än idag.
I många av bearbetningarna i den svenska psalmboken (1986) är slutrimmen utbytta mot vokalisk assonans. Framförallt gäller detta ett stort antal nydiktade och bearbetade psalmer av Anders Frostensson. Två exempel är 332 (gav ... har, är ... hän) och 33 (tro ... god, försonar ... skona). I den finlandssvenska psalmboken (1986) har man däremot bemödat sig om att behålla rimmen.

## Konsonantisk assonans
Särskilt inom fornnordisk diktning kan assonans även beteckna en typ av inrim som innebär att vokalen i två ord åtföljs av samma konsonant. Som till exempel bollen och trolla. Det är inte orden som är assonanta, utan stavelserna, så vad som kommer före och efter spelar ingen roll (som i exemplet ovan). Ett enda ord kan innehålla en assonans, till exempel Rhenvin.
Vokalen i de assonanta stavelserna behöver inte heller vara densamma. När vokalerna är lika talar man om helassonans och när de är olika om halvassonans. Plättlagg kan till exempel sägas vara halvassonant med uggla. Vanligare är dock att assonansen används för att sammanbinda två ord som tillsammans skapar en bild, till exempel det klassiska exemplet ligga huggen. Assonansen är vanlig inom mycket isländsk poesi.
Halvassonans förekommer ibland som nödrim i stället för slutrim. Ett exempel på halvassonans (Uthi tin stora wrede ur 1695 års psalmbok)
Hwar blifwer tå titt lof?
— — —
När man är lagd i graf?
Helassonans i vers- och ordslut är detsamma som manligt slutrim.

## Inrim
Inrim är rim eller halvrim mellan ord inuti en versrad. Exempel: "rotmos och en röd ros så, den statlige förhatlige få".
Inrim innebär överensstämmelse mellan ljud inuti den betonade stavelsen i två ord, till exempel kort och gott, guld i mund. Det kan också beteckna vanligt rim inuti en versrad, som i ramsan "ole, dole, doff, kinkeli ane koff" som uppvisar dels vanligt slutrim koff/doff, dels inrim ole/dole, dels allitteration (uddrim) dole/doff och kinkeli/koff.